# Урок танго
«Урок танго» (англ. The Tango Lesson) — фильм британского режиссёра Салли Поттер, снятый в 1997 году. Это полу-автобиографическая история с участием Салли Поттер и Пабло Верона об аргентинском танго.
Фильм производства Великобритании, Франции, Нидерландов, Германии и Аргентины спродюсирован Оскаром Крамером (Аргентина) и Кристофером Шеппардом (Великобритания). Саундтрек включает в себя оригинальные записи Карлоса Гарделя — Mi Buenos Aires querido и Астора Пьяццоллы — Libertango, два самых знаковых произведения в музыке жанра танго. Так же включена песня, написанная самой Салли Поттер.

## Сюжет
В фильме рассказывается о Салли, режиссёре и сценаристе, которая испытывает творческий кризис. Она недовольна тем, каким вышло её новое творение криминальная драма «Ярость». Решив взять паузу в работе, она едет в Париж, где знакомится с Пабло, танцором танго.
Салли становится буквально одержима танцем и предлагает Пабло роль в своем новом фильме в обмен на уроки танго. Они начинают тренироваться, а потом и влюбляться, однако эмоциональная близость становится серьезным препятствием к успеху.

## Актерский состав
| В ролях            |  | Персонаж        |
| ------------------ |  | --------------- |
| Салли Поттер       |  | Салли           |
| Пабло Верон        |  | Пабло           |
| Морган Могран      |  | Красная Модель  |
| Джеральдин Мэйллет |  | Желтая Модель   |
| Катерина Мечера    |  | Голубая Модель  |
| Дэвид Тул          |  | Модельер        |
| Джордж Ясуми       |  | Фотограф        |
| Мишель Парент      |  | Портниха        |
| Клодин Маврос      |  | Портниха        |
| Моник Кутюр        |  | Портниха        |
| Мэттью Хоукинс     |  | Охранник        |
| Каролина Лотти     |  | Партнерша Пабло |
| Густаво Навейра    |  | Густаво         |
| Фабиан Салас       |  | Фабиан          |
| Карлос Копелло     |  | Карлос          |

## Выпуск
Впервые фильм был представлен на Венецианском кинофестивале в Италии 29 августа 1997 года. Неделю спустя, 8 сентября, «Урок танго» показали на Кинофестивале в Торонто в Канаде. Картина появилась на многих фестивалях, таких как Мар-дель-Плата, Кинофестиваль в Рейкьявике и других.

### Даты выхода
- Аргентина: 20 ноября 1997
- Франция: 8 апреля 1998
- Германия: 9 октября 1997
- Нидерланды: 15 января 1998
- Великобритания: 28 ноября 1997
- Соединенные Штаты: 14 ноября 1997

## Саундтрек
В саундтреке использовались оригинальные записи
- Milonga Triste (1972).
- Now (композиция Салли Поттер и Фреда Фрита, 1996)
- Quejas de bandoneon (1958).
- Red, yellow, blue (1996)
- Mi Buenos Aires querido (1934).
- El flete (1936).
- Rage (1996).
- Zum (1973).
- Amor y celos (1936).
- Doyna (1994).
- Danse de cuisine (1996).
- Pensalo bien (1938).
- La yumba (1946).
- Jacob and the angel (1996).
- Milonga de mis amores (1970).
- Gallo ciego (1959).
- Libertango (1974).
- Bahia Blanca (1958).
- I am you (1997).